# Stellaire structuur

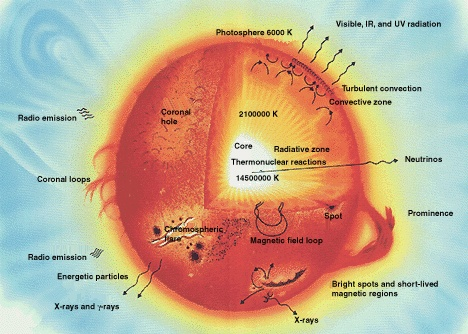
Diagram van de structuur van de zon

Sterren van verschillende massa en leeftijd hebben een verschillende interne  stellaire structuur. Stellaire structuurmodellen voorspellen de interne structuur van een ster en doen gedetailleerde voorspellingen van de luminositeit, spectraalklasse en de verdere sterevolutie.

## Energietransport

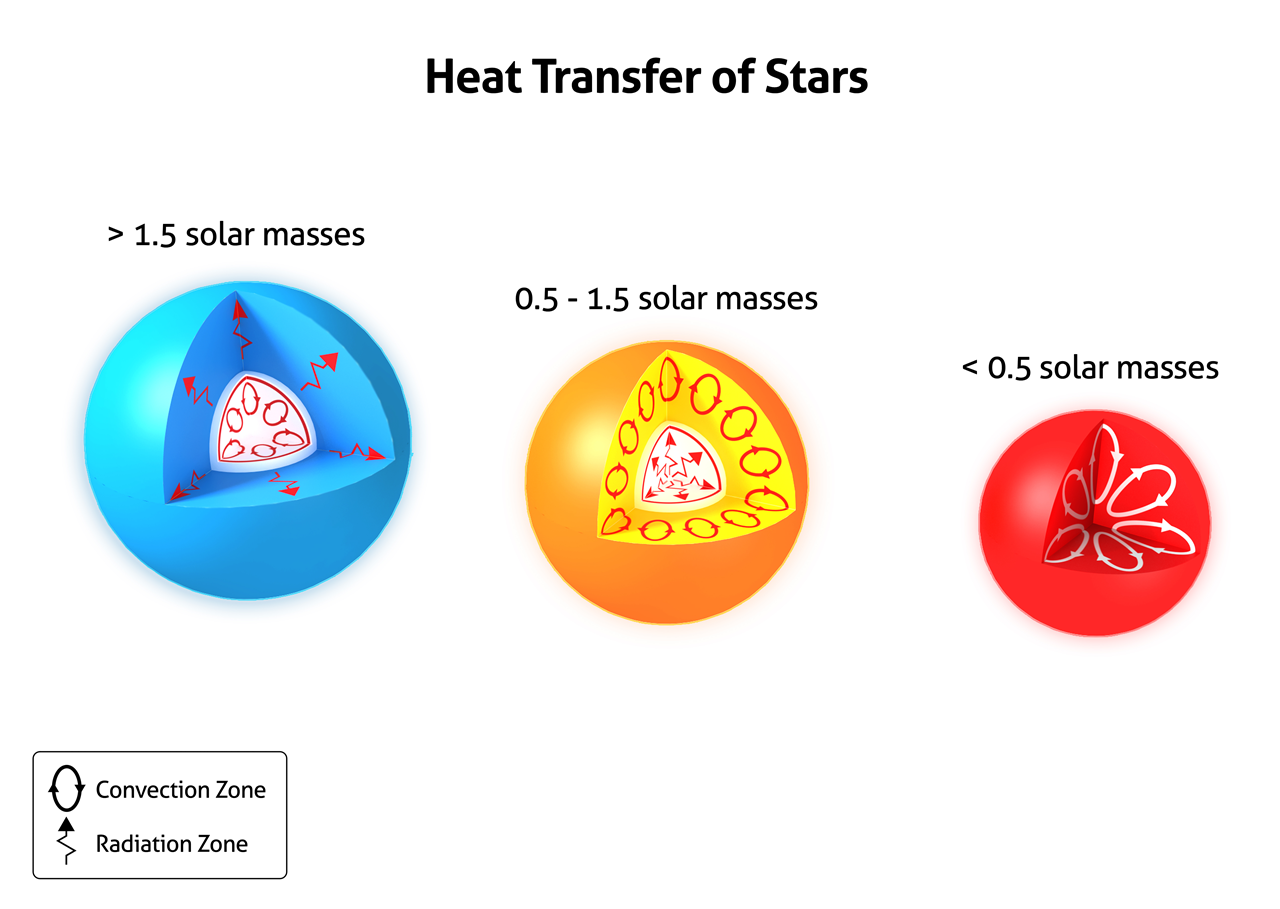
Verschillende energietransportmechanismen in sterren van hoge, gemiddelde en lage massa.

Verschillende lagen van sterren transporteren hitte omhoog en naar buiten gericht op verschillende manieren, hoofdzakelijk door convectie en warmtestraling. Conductie is vooral in witte dwergen van belang.
Convectie is de dominante vorm van energietransport wanneer de temperatuurgradiënt groot genoeg is dat een pakket gas in een ster zal blijven stijgen, als dat enigszins gebeurt via een adiabatisch proces. In dit geval heeft het stijgende pakket een positief drijfvermogen en zal blijven stijgen als het warmer is dan het omliggende gas; mocht het koeler zijn dan het omliggende gas, zal het terugvallen naar de originele hoogte. In regio's met een kleine temperatuurgradiënt en een opaciteit die laag genoeg is, is warmtestraling de dominante vorm van energietransport.
De interne structuur van een ster op de hoofdreeks hangt af van de totale massa van de ster.
In sterren met een massa van 0,3 tot 1,5 M☉ (zonsmassa), inclusief de zon, vindt het kernfusieproces van waterstof naar helium voornamelijk plaats via de proton-protoncyclus, wat een niet al te hoge temperatuurgradiënt teweegbrengt. Hierdoor voert de stralingsenergie de boventoon in het binnenste van sterren rond de zonsmassa. De buitenste schillen van sterren van zonsmassa zijn koel genoeg om waterstof neutraal te maken en hierdoor ondoorschijnend voor ultraviolet-fotonen, dus neemt convectie hier de dominante positie in. Dit is de reden waarom sterren rond de zonsmassa stralingskernen hebben met schillen van convectie in hun buitenste delen.
In zwaardere sterren (met meer dan ongeveer 1,5 M☉) is de kerntemperatuur boven ongeveer 1,8x107 K, dus vindt het kernfusieproces van waterstof naar helium voornamelijk plaats via de koolstof-stikstofcyclus. Via deze CNO-cyclus is de temperatuurgradiënt in de orde van grootte van de 15de macht, waarbij dit tijdens de proton-protoncyclus nog in de 4de macht was. Vanwege de hoge temperatuurgevoeligheid van de CNO-cyclus is de temperatuur in de kern hoog genoeg om deze convectief te maken. In de buitenste delen is de temperatuurgradiënt een stuk vlakker maar is de temperatuur hoog genoeg om de waterstof bijna volledig geïoniseerd te maken, waardoor de ster transparant genoeg blijft om ultravioletstraling te laten passeren. Dus hebben deze zwaardere sterren een stralingszone in hun buitenste omhulsel.
Sterren uit de hoofdreeks met lage massa (<0,3 M☉) hebben geen stralingszone; het dominerende energietransportmechanisme over de gehele ster is daar convectief.

## Vergelijkingen voor de structuur van sterren
Het meest simpele en gebruikte model voor sterstructuur is het sferische symmetrische quasi-statische model, dat er dus van uitgaat dat een ster in een stabiele toestand verkeert en dat haar vorm sferisch symmetrisch is. Het bevat vier basis-differentiaalvergelijkingen van de eerste orde: twee vergelijkingen beschrijven hoe de materie en de druk veranderen met de straal; de andere twee beschrijven de temperatuur- en de lichtkrachtverandering met de straal. 
Bij het opstellen van deze vergelijkingen (gebruikmakend van de aangenomen sferische symmetrie), gaat men uit van de materie dichtheid {\displaystyle \rho (r)}, temperatuur {\displaystyle T(r)}, de totale druk (materie plus stralingsdruk) {\displaystyle P(r)}, lichtkracht {\displaystyle l(r)} en het energie-opwekkend vermogen per massa-eenheid {\displaystyle \epsilon (r)} in een sferische schil met dikte {\displaystyle {\mbox{d}}r} op een afstand {\displaystyle r} van het centrum van de ster. De ster wordt verondersteld in een lokaal thermodynamisch evenwicht te verkeren, dus de temperatuur is praktisch gelijk voor materie en fotonen. Ook al is dit evenwicht strikt genomen niet correct omdat de temperatuur van een bepaalde schil altijd lager zal zijn dan die van een lager gelegene schil, is deze benadering goed te gebruiken omdat de vrije weglengte, {\displaystyle \lambda }, een stuk korter is dan de lengte waarover de temperatuur significant verschilt, zie formule {\displaystyle \lambda \ll T/|\nabla T|}.
Allereerst een definitie voor het hydrostatisch evenwicht: De naar buiten gerichte kracht van de drukgradiënt in de ster wordt exact gebalanceerd doorde naar binnen gerichte  zwaartekracht. 
{\displaystyle {{\mbox{d}}P \over {\mbox{d}}r}=-{Gm\rho  \over r^{2}}},
waarbij {\displaystyle m(r)} de cumulatieve massa binnen de schil is en G de gravitatieconstante. De cumulatieve massa neemt toe met de straal volgens de continuïteitsvergelijking:
{\displaystyle {{\mbox{d}}m \over {\mbox{d}}r}=4\pi r^{2}\rho .}
Als men voor deze massa-continuïteitsvergelijking het verschil van het centrum ({\displaystyle r=0}) tot de straal van de ster ({\displaystyle r=R}) neemt, verkrijgt men de totale massa van de ster.
Voor de energie die de sfeervorm verlaat geldt de volgende formule: 
{\displaystyle {{\mbox{d}}l \over {\mbox{d}}r}=4\pi r^{2}\rho (\epsilon -\epsilon _{\nu })},
waarbij {\displaystyle \epsilon _{\nu }} de geproduceerde lichtkracht in de vorm van neutrino's (die gewoonlijk de ster ontsnappen zonder interactie te hebben met gewone materie) voorstelt per massa-eenheid. Buiten de kern van de ster, waar de kernfusie plaatsvindt, wordt geen energie opgewekt en dus is de lichtkracht constant.
De energietransportvergelijking neemt andere vormen aan afhankelijk van de vorm van energietransport. Voor een geleidend energietransport (toepasbaar op een witte dwerg), is de energievergelijking:
{\displaystyle {{\mbox{d}}T \over {\mbox{d}}r}=-{1 \over k}{l \over 4\pi r^{2}},}
waarbij k de thermische geleidbaarheid (het thermisch geleidingsvermogen) is. 
In het geval van energietransport door straling, toepasbaar op het binnenste deel van een hoofdreeks-ster met zonsmassa en de buitenste schil van een zware hoofdreeksster, geldt
{\displaystyle {{\mbox{d}}T \over {\mbox{d}}r}=-{3\kappa \rho l \over 64\pi r^{2}\sigma T^{3}},}
waarbij {\displaystyle \kappa } de opaciteit van de materie, {\displaystyle \sigma } de constante van Stefan-Boltzmann is en de Boltzmannconstante gelijk is gesteld aan 1.
Het geval van energietransport door convectie kent geen rigoureuze mathematische formule en heeft met turbulente stroming te maken. Energietransport door convectie wordt berekend met de vloeistofmechanica. Voor een monoatomisch ideaal gas, waarbij de convectie adiabatisch is, wat inhoudt dat de convecterende gasbellen geen warmte uitwisselen met hun omgeving, gebruikt men
{\displaystyle {{\mbox{d}}T \over {\mbox{d}}r}=\left(1-{1 \over \gamma }\right){T \over P}{{\mbox{d}}P \over {\mbox{d}}r},}
waarbij {\displaystyle \gamma =c_{p}/c_{v}} de adiabatische index is. Bij een volledig geïoniseerd ideaal gas neemt men {\displaystyle \gamma =5/3}. Als de convectie niet adiabatisch is, zal de temperatuurgradiënt niet uit deze formule komen. Bijvoorbeeld zou de convectie in de kern adiabatisch kunnen zijn maar bij het oppervlak niet. 
Ook benodigd zijn de toestandsvergelijkingen, die de druk, de opaciteit en het energieopwekkend vermogen in verband brengen met andere lokale eigenschappen van de aanwezige materie, zoals temperatuur, dichtheid, chemische opmaak enz. Relevante vergelijkingen voor de staat van druk kunnen zijn de perfecte gaswet, voor de stralingsdruk, de druk van ontaarde materie enz. Opaciteit valt niet in een enkele formule uit te drukken. Ze wordt voor verschillende samenstellingen met specifieke dichtheden en temperaturen berekend en dan in tabellen gebruikt. Het energie-opwekkende vermogen van de kernfusie in de ster wordt aan de hand van experimenten uit de kernfysica berekend.
In combinatie met een aantal beperkende regels kan het totaal van deze vergelijkingen het gedrag van een ster voorspellen. Alhoewel vandaag de dag de sterevolutiemodellen de hoofdeigenschappen van een kleur-magnitudediagram benaderen, zijn er nog grote schreden te zetten voor het accuraat becijferen van de interne transportmechanismen. De lastigste uitdaging is het becijferen van de turbulentie.

## Snelle evolutie
Bovenstaand vereenvoudigd model is niet adequaat zonder aanpassingen in situaties waar de samenstelling snel genoeg verandert. De vergelijking van het hydrostatische evenwicht kan worden aangepast door een radiale acceleratie toe te voegen als de straal van de ster snel verandert, bijvoorbeeld bij radiale pulsaties. Als het kernfusieproces niet stabiel is zijn de modellen ook niet toereikend. 